# Marcin Radwański
Marcin Radwański (ur. 8 września 1978 w Zielonej Górze) – polski autor powieści kryminalnych, poeta, redaktor pisma literackiego, działacz społeczny i animator kultury. 

## Życiorys
Ukończył Zespół Szkół Budowlanych w Zielonej Górze. Debiutował opowiadaniem w piśmie „Parnasik” w 2006 r. 
Członek Związku Literatów Polskich od 2019 roku, jest wiceprezesem i skarbnikiem Zarządu Oddziału ZLP w Zielonej Górze.
Od 2019 roku jest redaktorem naczelnym kwartalnika literacko-artystycznego „Pasje Literackie”. Publikował w wielu ogólnopolskich i regionalnych czasopismach artystycznych oraz na portalach internetowych. Współpracuje z kwartalnikiem literacko-kulturalnym „Pro Libris” i czasopismem „Moja przestrzeń kultury”.
Był stypendystą Prezydenta Miasta Zielona Góra w dziedzinie literatury w roku 2013. W 2017 roku otrzymał Lubuski Laur Literacki na gali Wawrzynów Literackich w kategorii sensacja, za książkę Danie główne. Również w 2017 r. otrzymał wyróżnienie w Konkursie Literackim na Utwór o Tematyce Zielonogórskiej, będąc nominowanym do nagrody głównej konkursu organizowanego przez Towarzystwo Miłośników Zielonej Góry „Winnica”.
Mieszka i pracuje w Zielonej Górze.

## Powieści kryminalne
- Nieprzypadkowa ofiara (2015)[1]
- Nie odrzucaj mnie (2016)[2]
- Danie główne (2017)[3]
- Kolekcjoner (2020)[4]

## Publikacje pozostałe
- Skok w przepaść (2014)[5]
- Czekając na… (2015)[6]
- Natalia Carpetieri (2017)[7]
- Miłość (2019)[8]
- W objęciach pisarza (2021)